# Osierocony Brooklyn (film)
Osierocony Brooklyn (oryg. Motherless Brooklyn) – amerykański film kryminalny z 2019 roku w reżyserii Edwarda Nortona, który napisał scenariusz, na podstawie powieści Jonathana Lethema o tym samym tytule.

## Fabuła
Detektyw Lionel Essrog, cierpiący na zespół Tourette’a, postanawia odnaleźć zabójców swojego szefa, Franka Minna.

## Obsada
- Edward Norton jako Lionel Essrog
- Bruce Willis jako Frank Minna
- Gugu Mbatha-Raw jako Laura Rose
- Alec Baldwin jako Moses Randolph
- Willem Dafoe jako Paul Randolph
- Bobby Cannavale jako Tony Vermonte

- Cherry Jones jako Gabby Horowitz
- Leslie Mann jako Julia Minna
- Ethan Suplee jako Gilbert Coney
- Fisher Stevens jako Lou
- Dallas Roberts jako Danny Fantl
- Josh Pais jako William Lieberman
- Robert Wisdom jako Billy Rose

## Premiera
Premiera filmu miała miejsce 30 sierpnia 2019 podczas Telluride Film Festival. W tym samym roku obraz został również zaprezentowany na Międzynarodowym Festiwal Filmowy w Toronto, Międzynarodowym Festiwalu Filmowym w Vancouver, Międzynarodowym Festiwalu Filmów w Nowym Jorku, Festiwalu Filmowym w Mill Valley, Międzynarodowym Festiwalu Filmowym w Chicago, Międzynarodowym Festiwalu Filmowym w Rzymie, Międzynarodowym Festiwalu Filmowym w San Diego oraz Międzynarodowym Festiwalu Filmowym w Hajfie.